# Elektromos feszültség
Elektromos mezőben két pont között az elektromos feszültség (villamos feszültség) megadja, hogy mennyi munkát végez a mező egységnyi töltésen, míg a töltés az egyik pontból elmozdul a másikba. Mértékegysége tehát a joule/coulomb, amit voltnak neveznek. Valamely kijelölt viszonyítási ponthoz képest mért elektromos feszültséget elektromos potenciálnak nevezik. Nagyságától függően nevezik törpefeszültségnek, kisfeszültségnek, nagyfeszültségnek vagy különlegesen nagyfeszültségnek.

## Részletesebben
Ha egy elektromos mező két pontja között (ami így egy áramkört alkot) eltér az elektromos potenciál, ezt nevezik elektromos potenciálkülönbségnek. Ez a különbség arányos azzal az elektrosztatikus erővel, ami elindítja az elektronok áramlását vagy egyéb töltés cserét a két pont között. Az elektromos potenciálkülönbség hatására az elektronok egy elektromos ellenálláson keresztül is mozognak. A potenciálkülönbséget szokták elektromotoros erőnek is nevezni, de ez más értelemben használatos (lásd később).
A feszültség az elektromos mező jellemzője, nem pedig az elektroné. Amikor egy elektron egy másik potenciálú helyre mozdul, akkor megváltozik az energiája, amit gyakran elektronvoltban mérnek. Ez a jelenség analóg a gravitációs térben egy tömeg egyik pontból egy másik (alacsonyabb) pontba való esése okozta potenciális energiaváltozással.
Ha a „potenciálkülönbség” vagy a „feszültség” kifejezést használjuk, akkor az egyértelműen azt jelenti, hogy van két pont, amelyek között a feszültség fennáll vagy mérhető.

### Feszültség egy közös ponthoz képest
Ekkor a „feszültség” kifejezést abban az értelemben használjuk, hogy meghatározzuk az áramkör egy adott pontjának a feszültségét. Ebben az esetben kell lennie egy vonatkoztatási pontnak, amihez képest a többi pont feszültségét mérjük, ez a pont pedig a közös pont, vagy más szavakkal a testpotenciál. Abban az esetben, ha ezt a pontot összekötik a földdel (ha ez lehetséges) akkor ez az úgynevezett földelési pont, és a földhöz képest fennálló feszültségeket mérjük.
A mérésnél - általános esetben - egy ponthoz (a referencia pont) viszonyított feszültségkülönbséget mérünk. Ez a feszültség lehet pozitív vagy negatív. Az, hogy a feszültség „nagy - high” vagy „kicsi - low” csak a feszültség mértékére vonatkozik, az abszolút érték a referencia ponthoz képest relatív. Ezért egy nagy negatív értékre is magas feszültségként hivatkozhatunk.

### Feszültség(esés) két pont között
Használjuk a „feszültség” között vagy „feszültségesés” kifejezést abban az értelemben, hogy mekkora az a feszültség, ami egy elektromos berendezés kapcsai között mérhető (ha a berendezést egy ellenállásnak tekintjük, azaz: milyen értékű ellenállással egyenértékű az adott berendezés). Ez a feszültség függhet a berendezésen átfolyó áramtól. Ebben az esetben a „berendezésen eső feszültség” mérését az előzőek analógiájára hajthatjuk végre: megmérjük az egyik csatlakozón lévő feszültséget egy alaphoz képest, majd megmérjük a másik csatlakozón lévő feszültséget (azonos alaphoz képest), és a két mért feszültség különbsége adja a berendezésen eső feszültséget.
Fontos: ezzel a méréssel nem azt mérjük meg, hogy mekkora az adott berendezés tápfeszültsége (ami megegyezik a tápláló hálózat feszültségével), hanem azt mérjük meg, hogy ha az adott berendezést sorba kötnénk egy másik eszközzel, akkor arra a tápfeszültségnél mennyivel kisebb feszültség jutna. Ennek az értéknek például karácsonyfaizzók esetében van jelentősége: meg lehet határozni, hogy hány karácsonyfaizzót kell egymás után sorba kötni, hogy azokra ne jusson magasabb feszültség, mint amit azok el tudnak viselni (ami a gyakorlatban 12–15 volt körül van).
Ha egy elektromos áramkör két pontja „ideális vezetővel” van összekötve, azaz a vezetőnek nincsen ellenállása, akkor nulla a potenciálkülönbség a két összekötött pont között. Ha két ilyen pontot összekötünk egy „valódi” vezetővel (melynek végpontjai között nincsen potenciálkülönbség), akkor a vezetőben nem folyhat áram, mivel nincs ami áthajtsa.

### Feszültségek összeadása
A feszültség additív a következő értelemben: az A és C közötti feszültség megegyezik az A és B pontok közötti, és a B és C pontok közötti feszültségek összegével. Egy áramkörön belüli különféle feszültségek Kirchhoff-törvénye alapján határozhatók meg.
Abban az esetben, ha váltakozó áramról (AC – Alternate Current) van szó, akkor különbséget kell tenni a pillanatnyi és az átlagos feszültség között. A pillanatnyi feszültségek ugyanúgy összeadhatók, mint egyenáram (DC – Direct Current) esetében, azonban az átlagfeszültségek összeadása csak abban az esetben ad értelmes eredményt, ha a jelalakok, a frekvenciák és a fázisai azonosak.

### Hidraulikus analógia
Ha elképzelünk egy csővezetékből felépített hálózatot, amelyben a folyadékot a gravitáció ellenében egy pumpa mozgatja (keringeti), akkor ez az elrendezés analóg egy elektromos hálózattal. A potenciálkülönbség két pont között megfelel a két pont között mérhető folyadék nyomásnak, az áramerősség pedig a térfogatáramnak. Ha a két pont között a nyomás nullától különböző, akkor a két pont között a folyadék áramlik, amivel munkát végez, például meghajt egy turbinát.
Ez a hidraulikus analógia segít megérteni az elektromos elvet: egy hidraulikus rendszerben a folyadék teljesítménye egyenlő a nyomás és a mozgó folyadék térfogatáramának szorzatával. Hasonlóan, egy elektromos áramkörben a mozgó elektronok vagy más töltéshordozók teljesítménye nem más, mint az „elektromos nyomás” (a feszültség) és elektromos változás (az áram) mennyiségének a szorzata. A feszültség megfelel a munkavégző képességnek. Az elektromos áram szempontjából a hasonlóság az, hogy (feszültség vagy nyomás) változása arányos áramváltozással jár (azonos és állandó ellenállást feltételezve).

### Matematikai meghatározás
A villamos potenciálkülönbség meghatározható, mint annak az energiának (munkának) a mennyisége, ami egy elektromos töltésnek egyik helyről egy másik helyre mozgatásához szükséges, vagy ami ezzel egyenértékű: az a munka, amit az adott töltés egy egyik pontból a másik pontba való mozgása során végez. A két pont (a és b pontok) közötti potenciálkülönbség az E elektromos térben:
{\displaystyle U_{a}-U_{b}=\int _{a}^{b}\mathbf {E} \cdot d\mathbf {l} .}

## Feszültségforrások

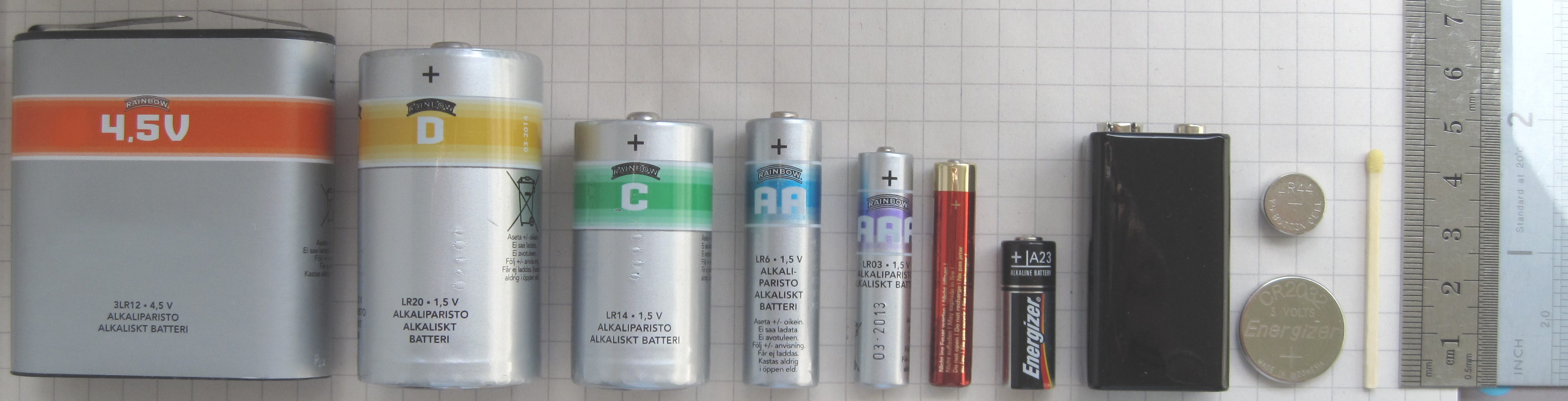
Kereskedelmi galvánelem telepek

Elektromos feszültség sokféleképpen keletkezik, ezen jelenségeket ipari és háztartási környezetben is felhasználják.
A mozgást elektromágneses indukció felhasználásával dinamó vagy generátor alakítja át: mágneses térbe helyezett tekercs forgatásával állít elő feszültséget. A galvánelemek és akkumulátorok kémiai energiát alakíthatnak villamos energiává. A napelemek fény hatására lépnek működésbe. Az elméleti, ideális feszültségforrás neve feszültséggenerátor.

## Hasznos összefüggések

### Egyenáramú hálózatok esetében
{\displaystyle R={\frac {U}{I}}}
{\displaystyle U={\frac {P}{I}}={\frac {W}{Q}}=E\cdot s={\sqrt {PR}}}
{\displaystyle I={\frac {U}{R}}={\frac {P}{U}}}
{\displaystyle P=U\cdot I=I^{2}\cdot R={\frac {U^{2}}{R}}},
ahol U a feszültség (potenciálkülönbség), I az áramerősség, R az ellenállás és P a teljesítmény.

### Váltakozóáramú hálózatok esetében
{\displaystyle U={\frac {P}{I\cos \phi }}}
{\displaystyle U={\frac {\sqrt {PZ}}{\sqrt {\cos \phi }}}\!\ }
{\displaystyle U={\frac {IR}{\cos \phi }}},
ahol U a feszültség, I az áram, R az ellenállás, P a teljesítmény, Z az impedancia, φ pedig az I és U közötti fázis-szög.

### Átszámítások váltakozó áram esetén
{\displaystyle U_{atl}=0,637\,U_{cs}={\frac {2}{\pi }}U_{cs}={\frac {\omega }{\pi }}\int _{0}^{\pi /\omega }U_{cs}\sin(\omega t-kx){\rm {d}}x\!\ }
{\displaystyle U_{eff}=0,707\,U_{cs}={\frac {1}{\sqrt {2}}}U_{cs}=U_{cs}{\sqrt {\langle \sin ^{2}(\omega t-kx)\rangle }}\!\ }
{\displaystyle U_{cs}=0,5\,U_{ppk}\!\ }
{\displaystyle U_{atl}=0,319\,U_{ppk}\!\ }
{\displaystyle U_{eff}=0,354\,U_{ppk}={\frac {1}{2{\sqrt {2}}}}U_{ppk}\!\ }
{\displaystyle U_{atl}=0,900\,U_{eff}={\frac {2{\sqrt {2}}}{\pi }}U_{eff}\!\ },
ahol Ucs a csúcsfeszültség, Uppk a csúcstól csúcsig (peak-to-peak) feszültség, Uatl egy fél ciklus átlagfeszültsége, Ueff az effektív feszültség, szinuszhullámú feszültséget feltételezve {\displaystyle U_{cs}\sin(\omega t-kx)}, {\displaystyle T=2\pi /\omega } periódussal, és a négyzetgyökjel alatti „kacsacsőr” zárójelben lévő kifejezés az egy periódusra jutó átlagidőt jelenti.

### Teljes feszültség
Soros feszültségforrások vagy feszültségesések esetében:
{\displaystyle U_{T}=U_{1}+U_{2}+U_{3}+...+U_{n}\!\ }
Párhuzamos feszültségforrások vagy feszültségesések esetében:
{\displaystyle U_{T}=U_{1}=U_{2}=U_{3}=...=U_{n}\!\ },
ahol {\displaystyle U_{n}} az n. feszültségforrás vagy feszültségesés

### Feszültségesés
Ellenálláson (R ellenállás):
{\displaystyle U_{R}=IR_{R}\!\ }
Kondenzátoron (C kapacitás):
{\displaystyle U_{C}=IX_{C}\!\ }
Induktivitáson (L induktivitás):
{\displaystyle U_{L}=IX_{L}\!\ },
ahol U a feszültség, I az áram, R az ellenállás és X a reaktancia.

## Mérőeszközök

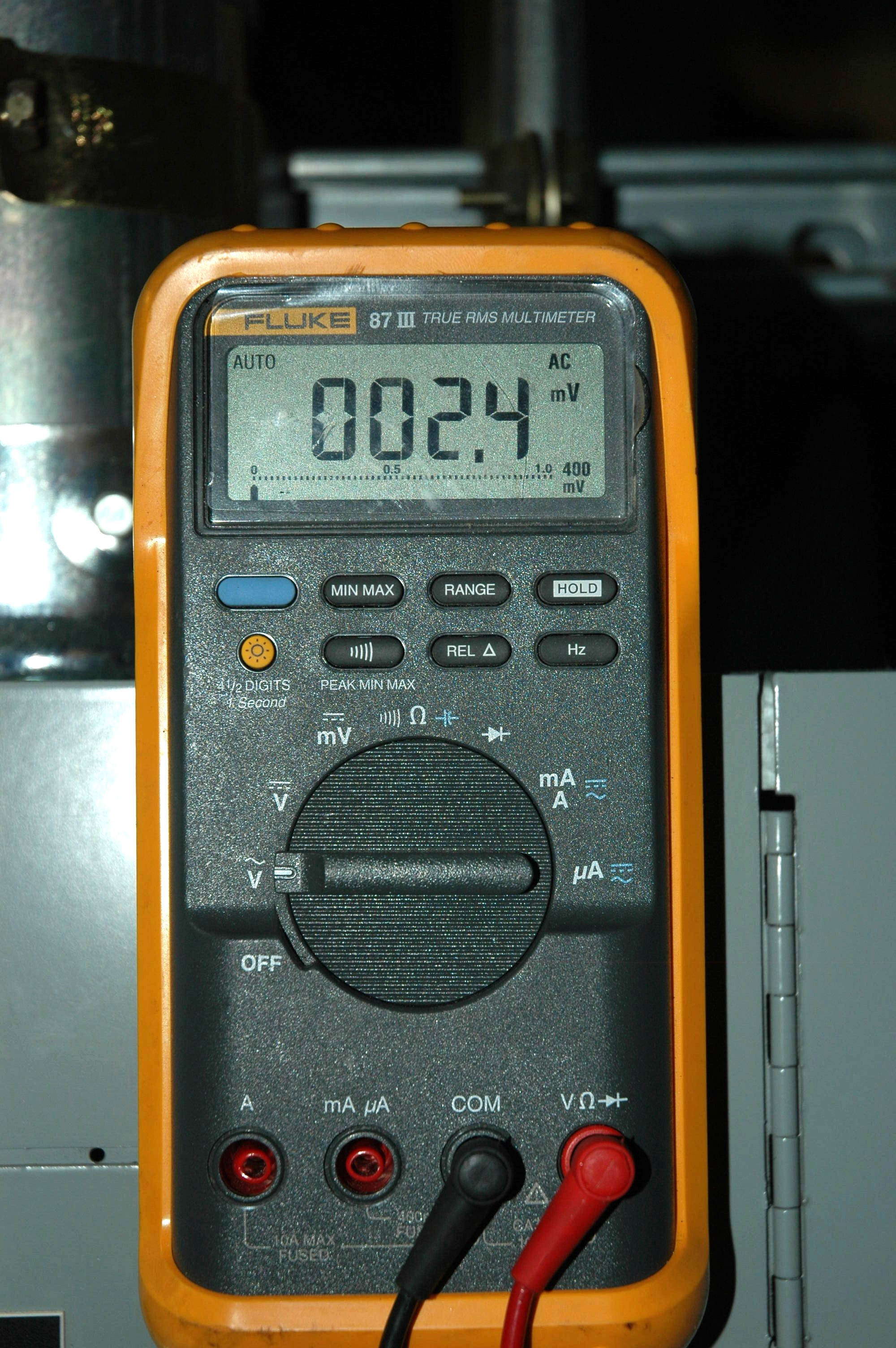
Digitális multiméter, amivel feszültséget, áramot és ellenállást is lehet mérni

A Wheatstone-híd megfelelő átalakítással feszültségmérésre is alkalmas

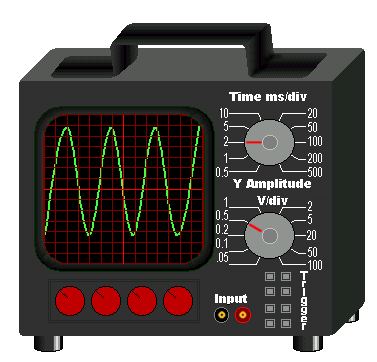
Oszcilloszkóp (rajz)
elsősorban a feszültségjel időbeli lefutásának vizsgálatára alkalmas, a nagyságát inkább csak becsülni lehet vele

Feszültség mérésére szolgáló mérőeszköz lehet például egy voltmérő, egy „hídkapcsolás” vagy egy oszcilloszkóp. A voltmérő Ohm törvénye szerint egy fix, nagy pontosságú ellenálláson átfolyó áramot méri.
Hídkapcsolásnál egy ismert feszültségforrással ki lehet egyenlíteni az ismeretlen feszültséget tartalmazó kiegyenlítetlen forrást, ekkor a két feszültség megegyezik és a mért érték a kapcsolás szabályozóján leolvasható. A hídkapcsolás előnye, hogy kiegyenlített állapotban nem terheli a mérendő áramkört. Váltakozó áram esetén a hídkapcsolással történő mérés a feszültségek egymáshoz képesti fázishelyzetéről is ad információt.
Az oszcilloszkóp képernyőjén (általában) a függőleges kijelzés arányos a jel feszültségével. A Lissajous-görbék segítségével nagyon pontosan összehasonlíthatóak két (pontosan szinuszos lefutású) váltakozó áramú feszültség tulajdonságai.